# Alessia Russo
Alessia Mia Teresa Russo, född den 8 februari 1999 i Maidstone, är en engelsk fotbollsspelare (mittfältare/anfallare) som representerar Arsenal och det engelska landslaget. Russo var en del av det landslag som spelade EM på hemmaplan i England år 2022.